# زفتا

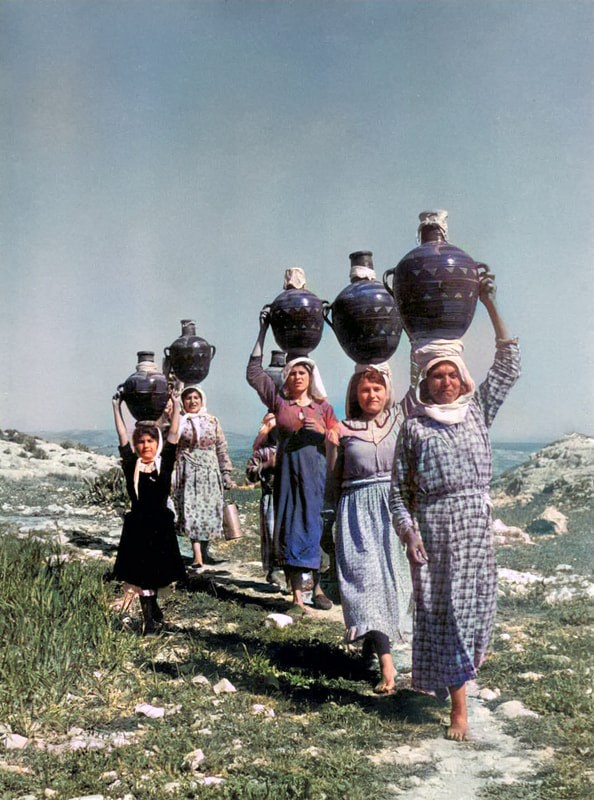
صورة نسوة وجرار لمجموعة من نساء بلدة زفتا، جنوب لبنان

زفتا أو زفتى هي إحدى القرى اللبنانية من قرى قضاء النبطية في محافظة النبطية.

## الموقع
تبعد زفتا 61 كلم عن العاصمة بيروت، ترتفع 400 م عن سطح البحر، وتمتد على مساحة 462 هكتاراً.
تحدّها بلدات المروانية، دير الزهراني، النميرية وغيرها.

## التسمية
اسمها في السريانية هو يعني الزفت، وقد يكون محرف من كلمة أرمية تعني الطرف أو الحافة. ويعود تسمية بلدة زفتا بهذا الاسم إلى وجود معاصر الزيتون القديمة فيها وبمحيطها حيث كان ينتج من خلال عصر الزيتون البقايا التي تسمى بالجفت ومع مرور الزمن تداول بين الناس اسم جفتا بحرف الجيم وقتها ثم تحول إلى حرف الزين لسهولة اللفط فتم اعتماد الاسم الحالي للبلدة وهو زفتا.

## السكان والعائلات
عدد سكانها حوالي 5000 نسمة تقريبا، منهم حوالي 1800 ناخب.
في البلدة حوالي24 أكبرها:
حمزة: تعتبر أكبر عائلة في زفتا من حيث العدد، بفارق بسيط مع آل شومان، منتشرة في مختلف القرى.
شومان: تعتبر العائلة الثانية في زفتا من حيث التعداد، صغيرة الانتشار في لبنان.
عواضة: تعتبر العائلة الثالثة في زفتا من حيث التعداد وهي منتشرة في مختلف البلدات والمناطق في لبنان وتعود في الأصل إلى عائلة عواض (في زفتا).
فقيه: العائلة الرابعة في زفتا، منتشرة في عشرات البلدات الجنوبية.
وهناك عائلات: أحمد، شحرور، عواضة، أيوب، سيد، حيدر، درويش، زبيب، صالح، عقيل، مسرة، نجم، الهاشم، قلقاس (شومان)، وهبي، نعنوع، طنانة، بنوت، حلال، مزنر.